# Kolsky (huyện)
Huyện Kolsky (tiếng Nga: ? райо́н) là một huyện hành chính tự quản (raion), của Tỉnh Murmansk, Nga. Huyện có diện tích 27836 kilômét vuông, dân số thời điểm ngày 1 tháng 1 năm 2000 là 61300 người. Trung tâm của huyện đóng ở Kola.